# Municipio de Greene (condado de Clinton)
El municipio de Greene (en inglés, Greene Township) es un municipio del condado de Clinton, Pensilvania, Estados Unidos. Tiene una población estimada, a mediados de 2023, de 1781 habitantes.

## Geografía
Está ubicado en las coordenadas 41°02′58″N 77°15′28″O / 41.04944, -77.25778 (41.049467, -77.257727).

## Demografía
Según la estimación 2018-2022 de la Oficina del Censo, los ingresos medios de los hogares son de $72,750 y los ingresos medios de las familias son de $85,536. Alrededor del 8.3% de la población está por debajo de la línea de pobreza.